# Devogelia intonsa
Devogelia intonsa – gatunek roślin z monotypowego rodzaju Devogelia z rodziny storczykowatych (Orchidaceae). Rośliny występują w Azji Południoo-Wschodniej na Nowej Gwinei i Molukach.

## Systematyka
Gatunek sklasyfikowany do plemienia Collabieae, podrodzina epidendronowe (Epidendroideae), rodzina storczykowate (Orchidaceae), rząd szparagowce (Asparagales) w obrębie roślin jednoliściennych.